# Julie Rodde
Marie Julie Rodde (* 1819; † 1900 in Paris) war eine französische Journalistin und Schriftstellerin.
Rodde war die Tochter des Herausgebers Victoire Rodde (1792–1835).
Bedingt durch ihres Vaters Arbeit als Herausgeber (u. a. die Zeitung „Bon sens“) war Rodde mit diesen Arbeiten vertraut und begann auch schon früh zu schreiben. 1841 heiratete sie den Schriftsteller François Fertiault. Sie hatte mit ihm einen Sohn, der aber schon im Kindesalter (1856) verstarb.
Zeit ihres Lebens publizierte Rodde unter ihrem Geburtsnamen. Neben einigen eigenen Büchern verfasste sie auch zwei zusammen mit ihrem Ehemann François Fertiault. Der Großteil ihres literarischen Schaffens war aber mehr journalistischer Art. Sie arbeitete für Zeitungen und Zeitschriften wie „Le conseiller des dames“, „Joie du foyer“, „Journal des jeunes filles“, „Les modes de l'enfance“ und „Revue de la mode“.
Durch die Arbeit ihres Ehemannes war sie ebenfalls mit einigen der Parnassiens bekannt; sie war aber weder Mitglied dieser literarischen Vereinigung, noch stand sie in irgendwelcher schriftstellerischen Verbindung mit ihr.

## Werke (Auswahl)
- Au fil de la pensée. 1898.
- L'au-delà de mes rêves. 1894.
- Le bonheur du foyer. 1877.
- L'éducation du cœur. 1872.
- Entre deux jeunes mères. Dialogues. 1882.
- Le ménagier français. 1863/65 (3 Bde.)
- Le poème des larmes. 1838 (zusammen mit ihrem Ehemann François Fertiault).
- Une relique de famille. Roman. 1899.
- La science de la jeune mère. 1878.
- Les voix amies. 1864 (zusammen mit ihrem Ehemann François Fertiault).